# کثیف (فیلم)
کثیف (به ویتنامی: Hai Phượng)
 یک فیلم ویتنامی در ژانر رزمی محصول سال ۲۰۱۹ است. این فیلم در ۲۲ فوریه ۲۰۱۹ در ویتنام اکران شد و در تاریخ ۱ مارس ۲۰۱۹ در ایالات متحده آمریکا اکران شد.

## داستان
پس از اینکه کودکی توسط گروهی خلافکار ربوده می‌شود، سارقان متوجه می‌شوند که نباید این بچه را می‌دزدیدند. زیرا مادر این کودک یک گانگستر سابق به نام‌های فونگ می‌باشد که فردی بسیار خطرناک است. های فونگ که بعد از تولد فرزندش از دنیای گانگستری خارج شده‌است، به تعقیب سارقان می‌پردازد و دست به انجام هر کاری می‌زند تا فرزندش را به خانه بازگرداند